# Гарбург (Гамбург)
Гарбург (нім. Hamburg-Harburg) — один з 7 районів міста Гамбург, Німеччина. Район Гарбург розташований на лівому березі річки Ельба і охоплює частини порту Гамбурга, а також житлові та сільські райони. У 1937 році, за часів нацистської Німеччини, після прийняття «Закону Великого Гамбурга» (нім. Groß-Hamburg-Gesetz) Гарбург був об'єднан з Гамбургом. Станом на 2016 рік тут проживало 163 771 осіб. Район складається з 17 міських частин (нім. Stadtteilen):
- Альтенвердер (нім. Altenwerder)
- Кранц (нім. Cranz)
- Айсендорф (нім. Eißendorf)
- Франкоп (нім. Francop)
- Гут Моор (нім. Gut Moor)
- Гарбург (нім. Harburg)
- Гаусбрух (нім. Hausbruch)
- Гаймфельд (нім. Heimfeld)
- Лангенбек (нім. Langenbek)
- Мармсторф (нім. Marmstorf)
- Морбург (нім. Moorburg)
- Ноєнфельде (нім. Neuenfelde)
- Нойграбен-Фішбек (нім. Neugraben-Fischbek)
- Нойланд (нім. Neuland)
- Реннебург (нім. Rönneburg)
- Зінсторф (нім. Sinstorf)
- Вільсторф (нім. Wilstorf)